# Jeanne Moreau
Jeanne Moreau (ur. 23 stycznia 1928 w Paryżu, zm. 31 lipca 2017 tamże) – francuska aktorka teatralna i filmowa, reżyserka oraz piosenkarka.

## Początki
Była córką restauratora z paryskiego Montmartre’u. Studiowała w konserwatorium w Paryżu. Karierę rozpoczęła w wieku 20 lat od gry na deskach Comédie-Française i Teatru Jeana Vilara. Występowała przeważnie w repertuarze klasycznym. W filmie debiutowała w 1949.

## Kariera
Przełom w jej karierze filmowej nastąpił w 1958, gdy zagrała w dwóch głośnych, nagradzanych i szeroko wówczas dyskutowanych filmach Louisa Malle’a: Windą na szafot i Kochankowie. Dzięki nim została gwiazdą pierwszej wielkości i symbolem seksu.

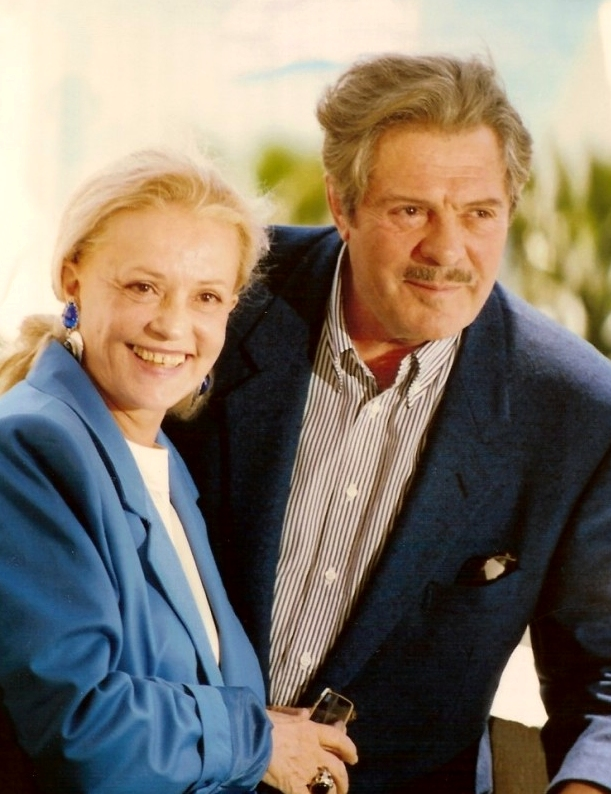
Jeanne Moreau i Marcello Mastroianni, 1991

Współpracę z Malle’em kontynuowała w dalszych filmach: Błędny ognik (1963) oraz Viva Maria! (1965). W tym ostatnim stworzyła duet z Brigitte Bardot, co zaowocowało wielkim sukcesem komercyjnym tego filmu.
Od początku lat 60. grała u mistrzów światowego kina: François Truffauta (Jules i Jim, Panna młoda w żałobie), Orsona Wellesa (Proces, Falstaff), Michelangelo Antonioniego (Noc, Po tamtej stronie chmur), Josepha Loseya (Pan Klein, Pstrąg) czy Luisa Buñuela (Dziennik panny służącej – nagroda aktorska w Karlowych Warach).
Współpracowała także z Peterem Brookiem (Moderato cantabile – nagroda aktorska w Cannes), Tonym Richardsonem (Mademoiselle), Rainerem Wernerem Fassbinderem (Querelle) i Wimem Wendersem (Aż na koniec świata).
Zajmowała się reżyserią teatralną i filmową (Światło, L’adolescente), a także produkcją filmów. Przewodniczyła obradom jury konkursu głównego na 28. (1975) oraz na 48. MFF w Cannes (1995).
Do późnych lat życia pojawiała się na srebrnym ekranie (np. w Czasie, który pozostał François Ozona lub w filmach Amosa Gitaja).

## Życie prywatne
Jeanne Moreau była trzykrotnie zamężna. Jej pierwszym mężem był aktor francuski Jean-Louis Richard (1949–1951), drugim aktor grecki Thodoros Roubanis (1966–1967), trzecim zaś – znany reżyser amerykański William Friedkin (1977–1979). Jej jedyne dziecko – syn Jérôme z pierwszego małżeństwa – jest malarzem.
Aktorka romansowała ze znanymi postaciami, m.in. z reżyserami – Louisem Malle’em i Tonym Richardsonem, aktorami – Thodorosem Roubanisem i Lee Marvinem czy projektantem mody Pierre’em Cardinem.
Jej wieloletnią przyjaciółką była amerykańska aktorka Sharon Stone.

## Filmografia

### Aktorka

Moreau i Amos Gitaj podczas zdjęć Plus tard, 2008

- 2015 Le talent de mes amis  – babcia Thibaulta
- 2013 Le tourbillon de Jeanne – Margueritte
- 2012 Estonka w Paryżu (Une estonienne à Paris) – Frida
- 2011 Bouquet final – Marie
- 2009 Twarz (Visage) – Jeanne
- 2008 Plus tard – Rivka
- 2007 Disengagement – Françoise
- 2005 Czas, który pozostał (Le temps qui reste) – Laura

Królowie Przeklęci (Les Rois maudits) – Mahaut
- 2001 Ta miłość (Cet amour-là) – Marguerite Duras
- 1998 Długo i szczęśliwie (Ever After) – wielka dama
- 1997 Jak kochają czarownice (Un amour de sorcière) – Eglantine
- 1996 Dziedzictwo (The Propietor) – Adrienne Mark
- 1995 Po tamtej stronie chmur (Al di là delle nuvole) – przyjaciółka
- 1993 A Foreign Field – Angélique

Mapa ludzkiego serca (Map of the Human Heart) – siostra Bainville
- 1991 Aż na koniec świata (Bis ans Ende der Welt) – Edith Farber

Spacer brzegiem morza (La vieille qui marchait dans la mer) – lady M.
- 1990 Nikita – Amande
- 1982 Pstrąg (La truite) – Lou

Querelle – Lysiane
- 1976 Pan Klein (Mr. Klein) – Florence

Światło (Lumière) – Sarah
Ostatni z wielkich (The Last Tycoon) – Didi
- 1975 Souvenirs d'en France – Berthe
- 1974 Les valseuses – Jeanne Pirolle
- 1968 Panna młoda w żałobie (La mariée était en noir) – Julie Kohler

The Immortal Story – Virginie Ducrot
- 1966 Mademoiselle – mademoiselle
- 1965 Falstaff (Campanadas a medianoche) – Doll Tearsheet

Viva Maria! – Maria 1
- 1964 Mata Hari – Margaretha Geertruida

Dziennik panny służącej (Le journal d'une femme de chambre) – Célestine
Pociąg (The Train) – Christine
- 1963 Peau de banane – Cathy

Błędny ognik (Le feu follet) – Jeanne
- 1962 Proces (Le procès) – Marika Burnstner

Jules i Jim (Jules et Jim) – Catherine
- 1961 Noc (La notte) – Lidia Pontano
- 1960 Le dialogue des Carmélites – matka Maria

Moderato cantabile – Anne Desbarèdes
- 1959 Niebezpieczne związki (Les liaisons dangereuses) – Juliette Valmont
- 1958 Kochankowie (Les amants) – Jeanne Tournier

Windą na szafot (Ascenseur pour l'échafaud) – Florence Carala
- 1954 Królowa Margot (La reine Margot) – Małgorzata de Valois

Nie dotykać łupu (Touchez pas au grisbi) – Josy
- 1953 Julietta – Rosie Facibey

### Reżyserka
- 1983 Lillian Gish (dokumentalny)
- 1979 L'adolescente
- 1976 Światło (Lumière)

## Nagrody
- Nagroda BAFTA Najlepsza aktorka: 1967 Viva Maria!
- Cezar
  - Najlepsza aktorka: 1992 Spacer brzegiem morza
  - Honorowy César: 1995
  - Honorowy Super César: 2008
- Nagroda na MFF w Cannes
  - Złota Palma dla najlepszej aktorki: 1960 Moderato cantabile
  - Honorowa Złota Palma: 2003
- Nagroda na MFF w Berlinie Honorowy Złoty Niedźwiedź: 2000